# Ornithopus
Ornithopus es un género de plantas de la familia de las Fabaceae.
Especies seleccionadas
- Ornithopus compressus L.
- Ornithopus sativus
- Ornithopus perpusillus L.
- Ornithopus pinnatus